# New London (Missouri)
Pour les articles homonymes, voir New London.
La ville de New London est le siège du comté de Ralls, situé dans l'État du Missouri, aux États-Unis.